# Bjerka (stacja kolejowa)
Bjerka – stacja kolejowa w Bjerka, w regionie Nordland w Norwegii, jest oddalona od Trondheim o 468,68 km. Jest położona na wysokości 15,6 m n.p.m.

## Ruch dalekobieżny
Leży na linii Nordlandsbanen. Obsługuje północną i środkową część kraju.. Stacja przyjmuje sześć par połączeń dziennie do Mosjøen a trzy jadą dalej do Trondheim.

## Obsługa pasażerów
Poczekalnia, wiata, parking na 25 miejsc, parking rowerowy, telefon publiczny, ułatwienia dla niepełnosprawnych, pokój obsługi niemowląt, przystanek autobusowy, postój taksówek.